# Tudor Williams
Tudor Williams is een warenhuisbedrijf uit het Britse New Malden. Het bedrijf is actief sinds 1913. De laatste winkel onder deze naam sloot in 2020.  

## Geschiedenis
In 1913 opende de uit Wales afkomstige Tudor Williams een kleine hoekwinkel in New Malden, waar hij voornamelijk hoeden en fournituren verkocht. In de loop der tijd groeide het assortiment. Daarmee groeide ook de winkel tot een warenhuis uit door het kopen van aangrenzende panden.
In 1997 opende Tudor Williams een filiaal in Cobham, Guildfort en Dorking. In oktober 2004 werd het warenhuis Elphicks in Farnham overgenomen en exploiteerde het onder die naam verder. In 2006 nam Tudor Williams het warenhuis James Knight & Sons in Reigate over en exploiteerde het verder onder zijn oorspronkelijke naam. Hiermee telde de groep 6 winkels en had in 2006 zo'n 200 medewerkers en een omzet van GBP 13 miljoen.
Eind januari 2016 werd het warenhuis in Reigate gesloten gesloten.. De winkel in Cobham sloot eveneens in 2016. In 2019 werd bekend dat het warenhuis aan High Street 53-59 in New Malden zijn deuren zou sluiten vanwege de enorm gestegen kosten en het veranderde winkelklimaat. Een uitgebreide renovatie van de winkel had het tij niet kunnen keren en het warenhuis sloot zijn deuren op 29 juni 2019. In april 2020 maakte Tudor Williams bekend om zijn filiaal in Dorking in mei van dat jaar te sluiten. Hiermee verdween de naam Tudor Williams uit het straatbeeld. Na de sluiting in  Dorking exploiteerde Tudor Williams alleen nog het Elphicks warenhuis in Farnham. 